# Feliciano Padilla Chalco
Feliciano Padilla Chalco (* 1944 in Lima, Peru; † 7. Januar 2022 in Puno) war ein peruanischer Philologe, Erziehungswissenschaftler, Literaturwissenschaftler, Dichter und Schriftsteller, der Erzählungen, Romane und Gedichte auf Spanisch und Qusqu-Qullaw-Quechua schrieb.

## Leben
Feliciano Padilla Chalco wurde 1944 in Lima als Sohn eines Polizisten der Guardia Republicana del Perú und Veteranen des Peruanisch-Ecuadorianischen Krieges aus Abancay geboren, der auf Grund seiner Tätigkeit immer wieder an verschiedene Orte Perus ziehen musste. Feliciano schloss seine Primarschule in Chalhuanca und seine Sekundarschule in Abancay ab. Danach studierte er spanische Sprache und Literatur auf Lehramt an der Universidad Nacional de San Antonio Abad del Cusco (UNSAAC) in Cusco und schloss als Baccalaureus (Bachiller) ab. Nach eigener Aussage waren seine Großmutter mütterlicherseits, Alfonsa Miranda, mit ihren Geschichten sowie sein Dozent Luis Nieto Miranda an der UNSAAC die beiden wichtigsten Personen, die ihn zum Schreiben inspirierten. Zwei andere Vorbilder für ihn waren José María Arguedas und Mario Vargas Llosa.
An der Universidad Católica de Santa María in Arequipa absolvierte er sein Magisterstudium in Höherer Schulbildung und schrieb seine Doktorarbeit in Erziehungswissenschaften an der Universidad San Pedro in Chimbote. Ab 1992 war er Hochschullehrer (Ordinarius) für Erziehungswissenschaften an der Universidad Nacional del Altiplano de Puno (UNAP) in Puno.
Ab 1969 lebte Feliciano Padilla in Puno. Er sprach Quechua seit seiner Kindheit, lernte es aber erst an der UNAP bei Rodolfo Cerrón Palomino zu schreiben. Dies ermöglichte es ihm, auch Literatur auf Quechua herauszubringen, so 2009 seinen Gedichtband Pakasqa takiyniykuna („Meine verborgenen Gesänge“).
In den Jahren 1992 und 1996 erhielt Padilla eine ehrenvolle Erwähnung beim Premio Copé von Petroperú für seine Erzählungen Me zurro en la tapa (erschienen 2010 in La Bahía) und Amarillito Amarilleando (erschienen 2002). Der Titel ist eine Anspielung auf das Gedicht Flor de Retama von Ricardo Dolorier über ein Massaker der Sinchis 1969 in Huanta. 1998 gewann er den ersten Platz beim nationalen Wettbewerb Canto al Lago, ausgerichtet im Rahmen des Programa Especial Binacional Lago Titicaca. Beim achten nationalen Wettbewerb für Erzählungen der Comisión Episcopal de Apostolado Laical (CEAL) der peruanischen Bischofskonferenz (CEP) gewann er 1999 den zweiten Preis.

## Werke
- 2002: Amarillito amarilleando y otros cuentos. Lima, San Marcos
- 2003: Pescador de luceros. Lima, Grupo Editorial Arteidea
- 2005: Antología comentada de la literatura puneña. Lima, Fondo Editorial Cultura Peruana
- 2006: ¡Aquí están los Montesinos! Lima, San Marcos
- 2009: Pakasqa takiyniykuna, Mis cantos ocultos. Lima, Ornitorrinco, ISBN 9786124535574
- 2009: Contra encantamientos y malos augurios. Puno, Universidad Nacional del Altiplano
- 2014: Ezequiel: El profeta que incendió la pradera. Lima, Fondo Editorial Cultura Peruana
- 2015: Huwancha Kanawiri (auf Quechua)[7]
- 2016: El Rafa Aguilar. Lima, San Marcos, ISBN 9786123153137
- 2018: Cuentos de otoño. Lima, Lluvia Editores, ISBN 9786124095818
- 2019: ¡Aquí están los Montesinos!. Lima, Lluvia Editores, ISBN 9786124436208
- 2020: La Bahía. Lima, ISBN 9786124828034